# Rubiá
Rubiá (spanisch Rubiana) ist eine spanische Gemeinde (Concello) mit 1.390 Einwohnern (Stand: 2024) in der Provinz Ourense der Autonomen Gemeinschaft Galicien.

## Geografie
Rubiá liegt am östlichen Rand der Provinz Ourense an der Grenze zu dem Provinzen León und ca. 95 Kilometer ostsüdöstlich der Provinzhauptstadt Ourense in einer durchschnittlichen Höhe von ca. 510 m. Der Río Síl begrenzt die Gemeinde im Osten.

## Bevölkerungsentwicklung der Gemeinde
Legende: Rubiana___Rubiá

Quelle: INE-Archiv – grafische Aufarbeitung für Wikipedia

## Gemeindegliederung
Die Gemeinde Rubiá ist in zehn Parroquias gegliedert:
| Parroquias           | Patrozinium               | Einwohner 2024 | Fläche km² | Dichte Einw./km² | Höhe msnm | Ortskennzahl |
| -------------------- | ------------------------- | -------------- | ---------- | ---------------- | --------- | ------------ |
| O Barrio de Cascallá | Nosa Señora da Asunción   | 43             | 8,23       | 5                | 537       | 32073010000  |
| Biobra               | San Miguel                | 57             | 10,04      | 6                | 682       | 32073020000  |
| Covas                | San Salvador              | 20             | 6,94       | 3                | 443       | 32073030000  |
| Oulego               | San Miguel                | 63             | 13,93      | 5                | 640       | 32073040000  |
| Pardollán            | Santo Estevo              | 49             | 7,47       | 7                | 530       | 32073050000  |
| O Porto              | San Cristovo              | 62             | 5,19       | 12               | 476       | 32073060000  |
| Quereño              | San Cristovo              | 96             | 10,27      | 9                | 378       | 32073070000  |
| O Robledo da Lastra  | Nosa Señora da Concepción | 55             | 9,20       | 6                | 488       | 32073080000  |
| Rubiá                | Santa Mariña              | 878            | 23,20      | 38               | 498       | 32073090000  |
| A Veiga de Cascallá  | Santa Cruz                | 61             | 6,39       | 10               | 407       | 32073100000  |

## Wirtschaft
| Ackerbau, Viehzucht und Fischerei                                                  | 024 | 06,45  |
| Industrie                                                                          | 091 | 024,46 |
| Bauwirtschaft                                                                      | 029 | 07,80  |
| Dienstleistungsbetriebe                                                            | 228 | 061,29 |
| Total                                                                              | 372 | 100,00 |
| * Daten aus dem Statistischen Amt für Wirtschaftliche Entwicklung in Galicien, IGE |     |        |

Wichtigster Wirtschaftszweig ist der Weinbau. Die auf dem Gemeindegebiet liegenden Rebflächen gehören zum Weinbaugebiet Valdeorras.

## Sehenswürdigkeiten
- Michaeliskirche in Biobra
- Salvatorkirche in Covas
- Michaeliskirche in Oulego
- alte und neue Stefanuskirche in Pardollán
- Christopheruskirche in El Porto
- Christopheruskirche in Quereño
- Marinenkirche in Rubiá
- Kreuzkirche in Veiga de Cascallá
- Kirche von Vilardesilva

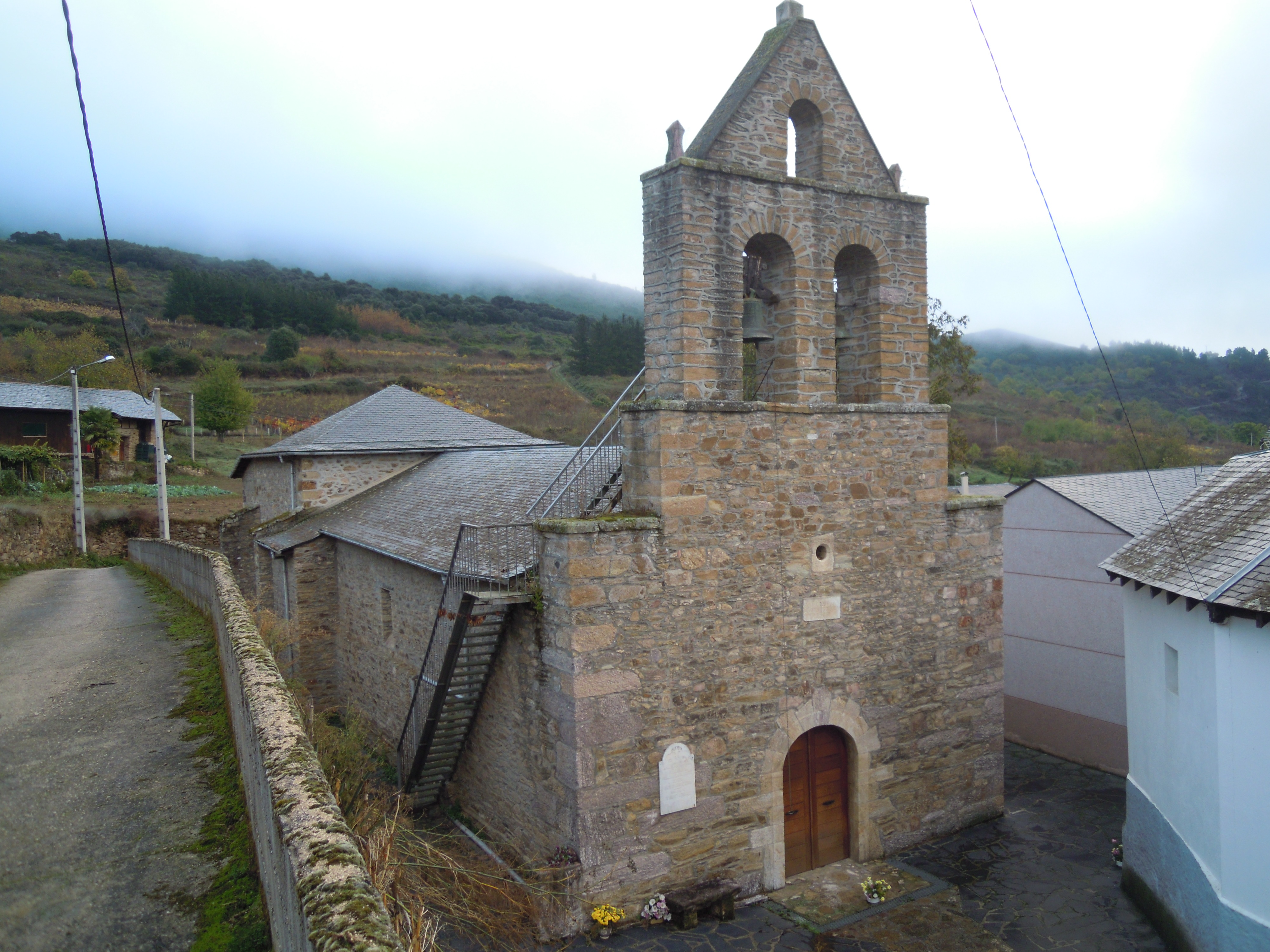
Michaeliskirche (Biobra)
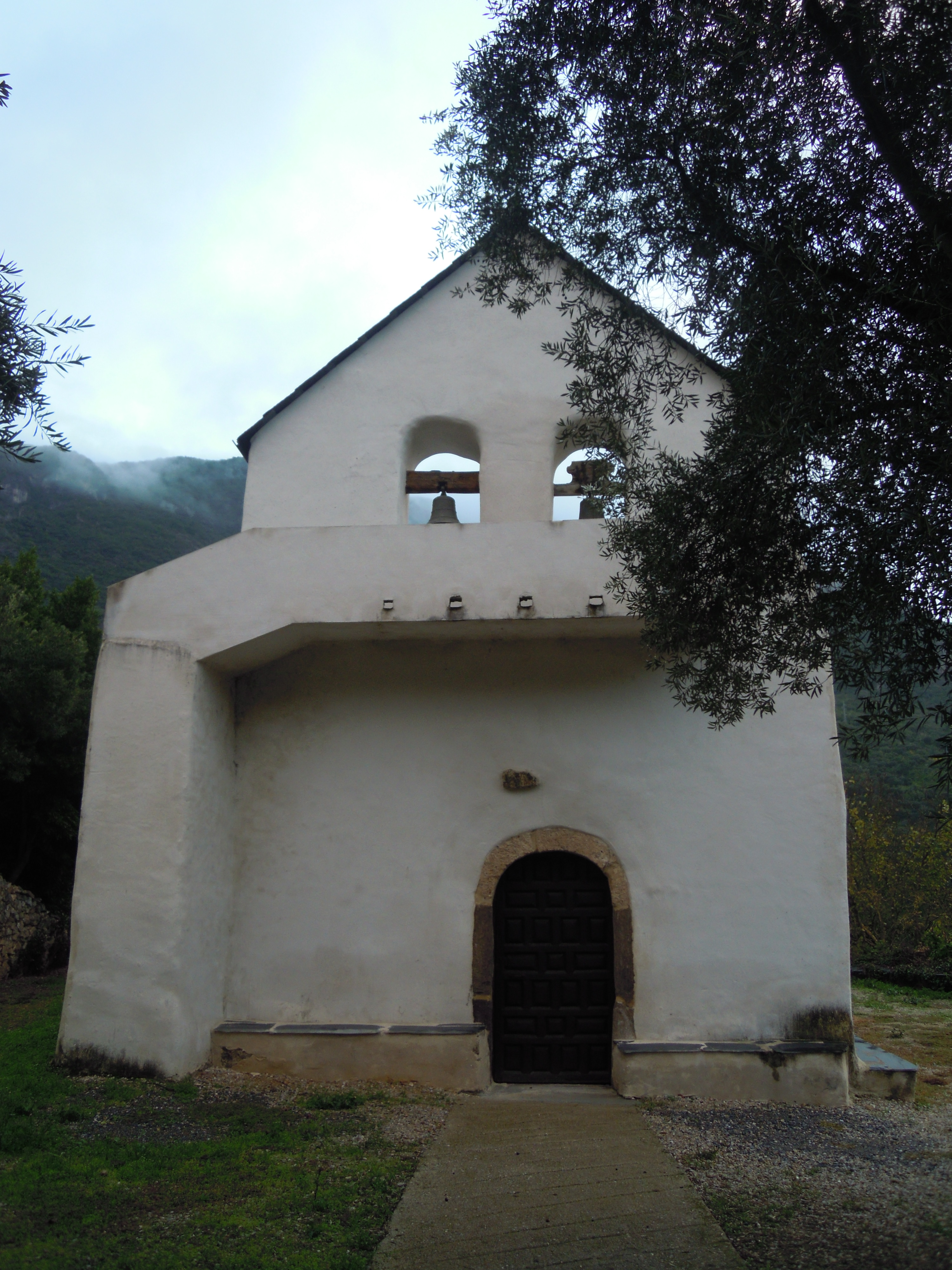
Salvatorkirche (Covas)
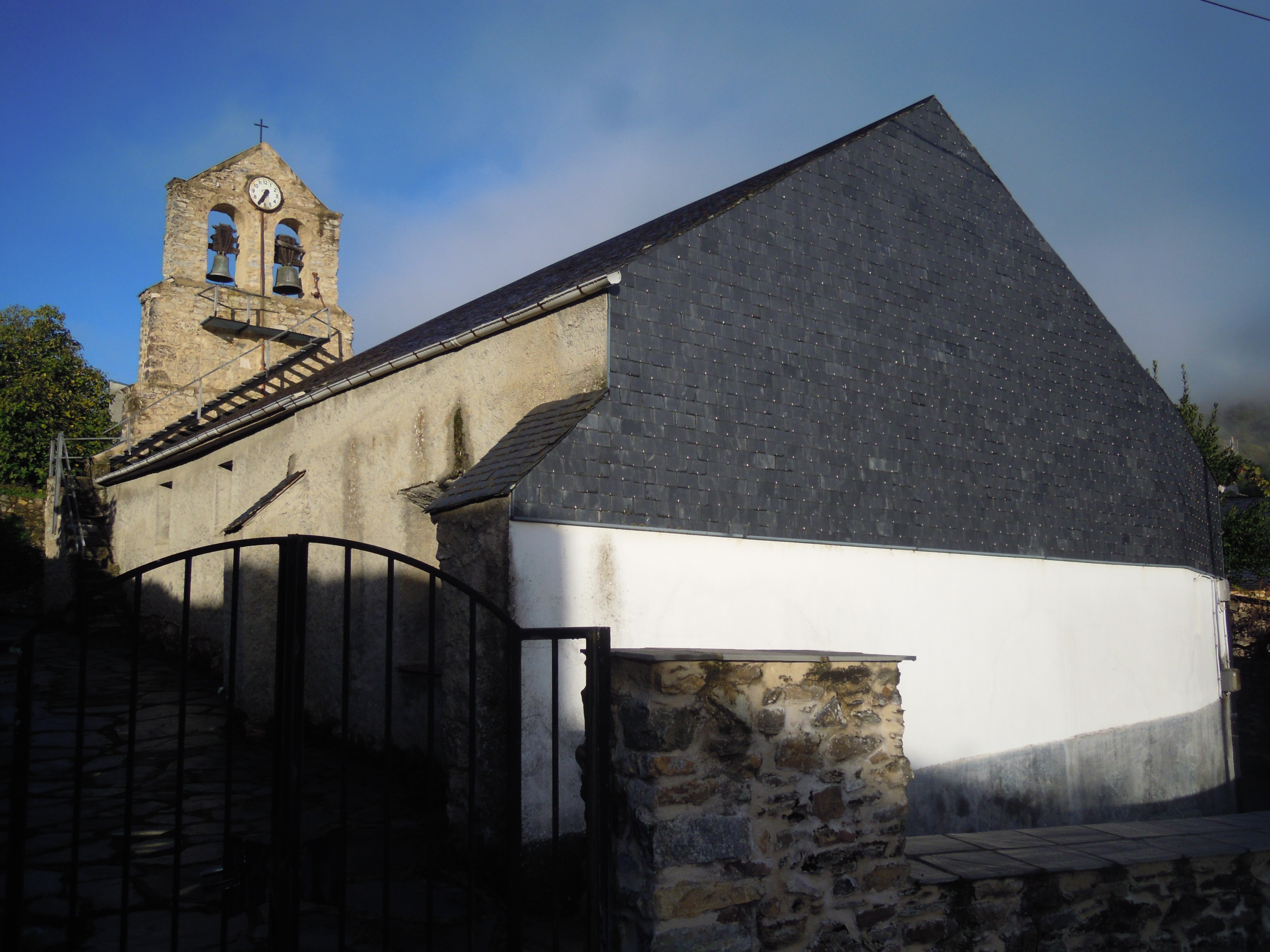
Michaeliskirche (Oulego)
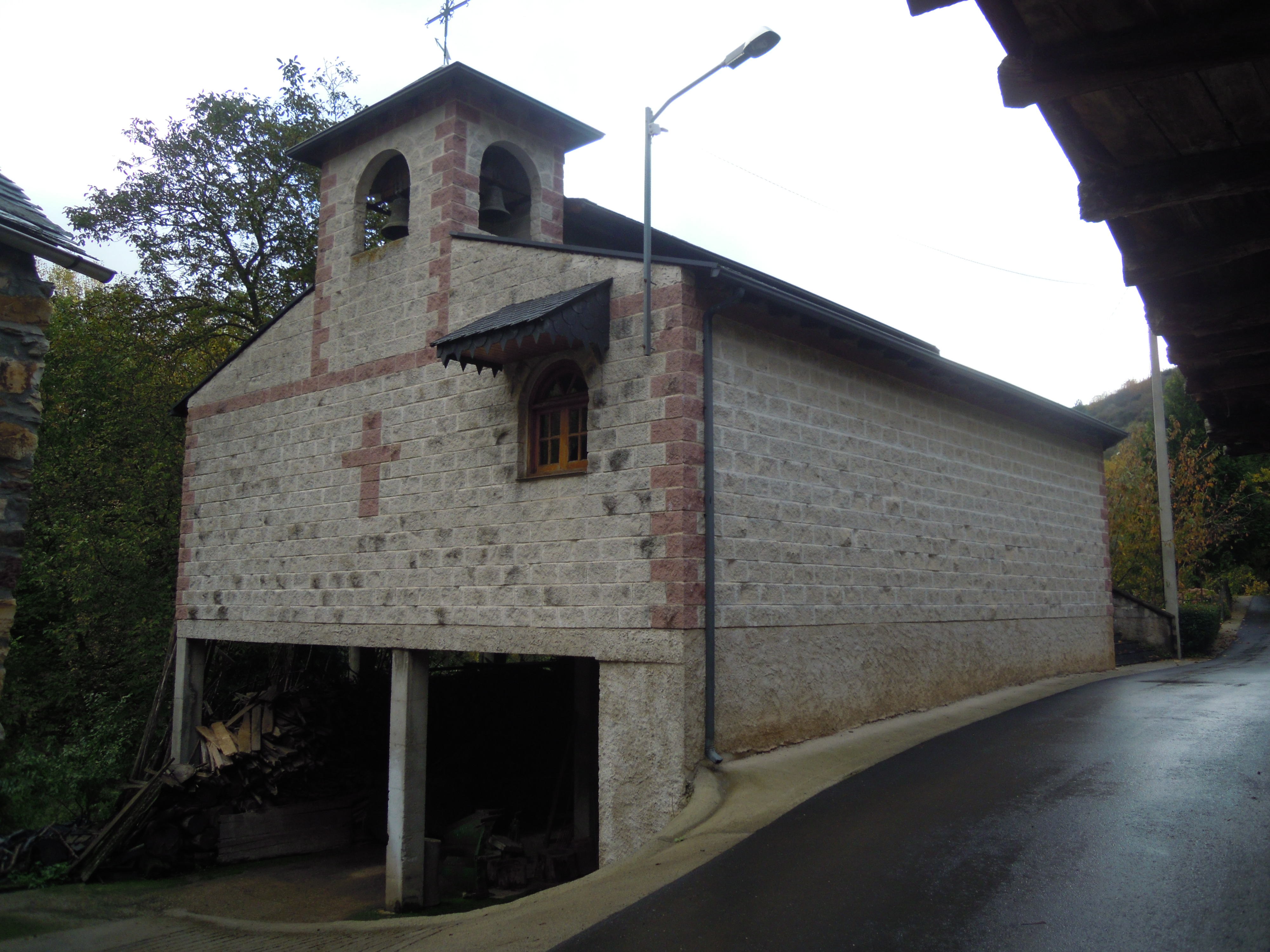
Neue Stefanuskirche (Pardollán)
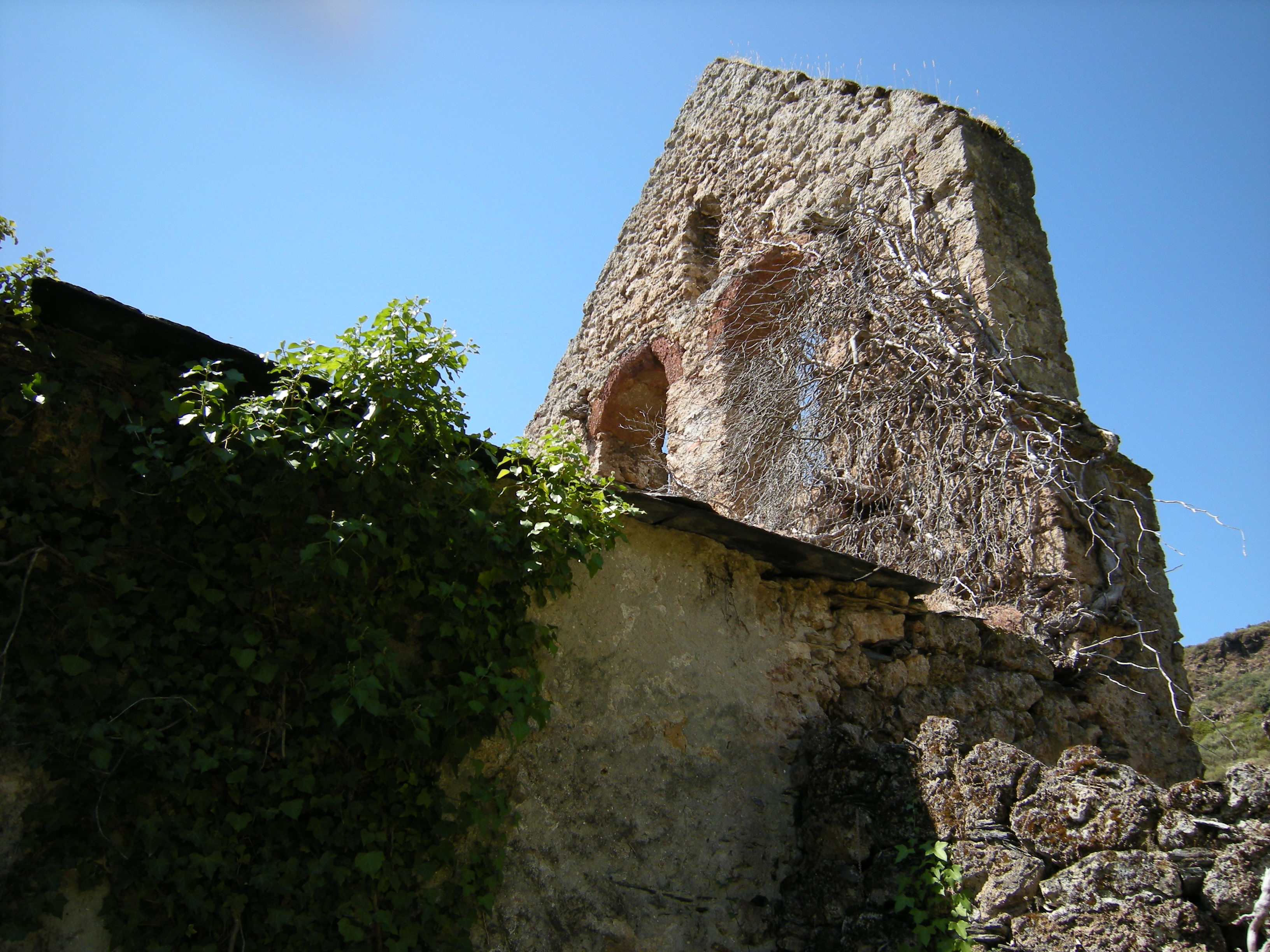
Alte Stefanuskirche (Pardollán)
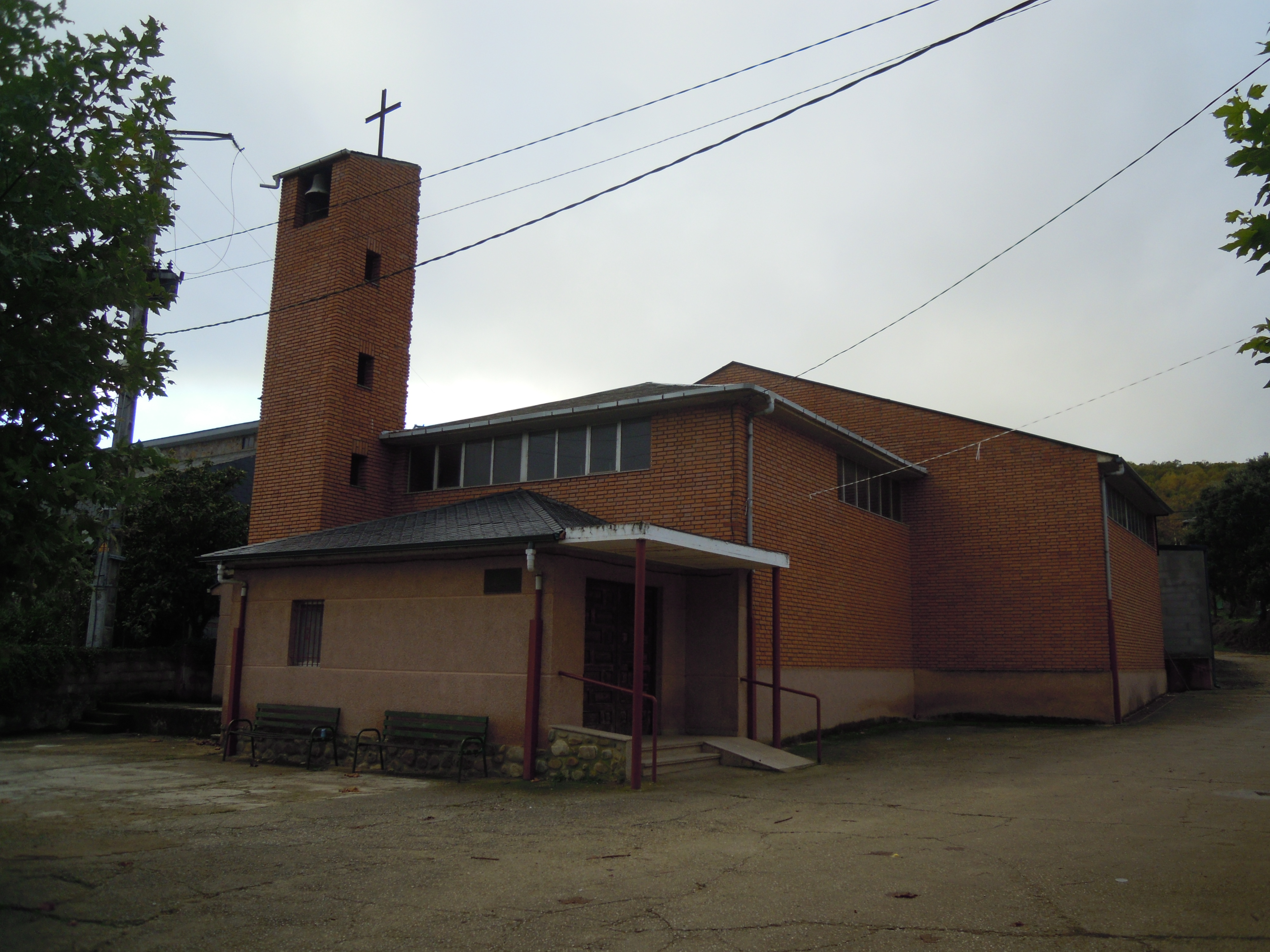
Christopheruskirche (El Porto)
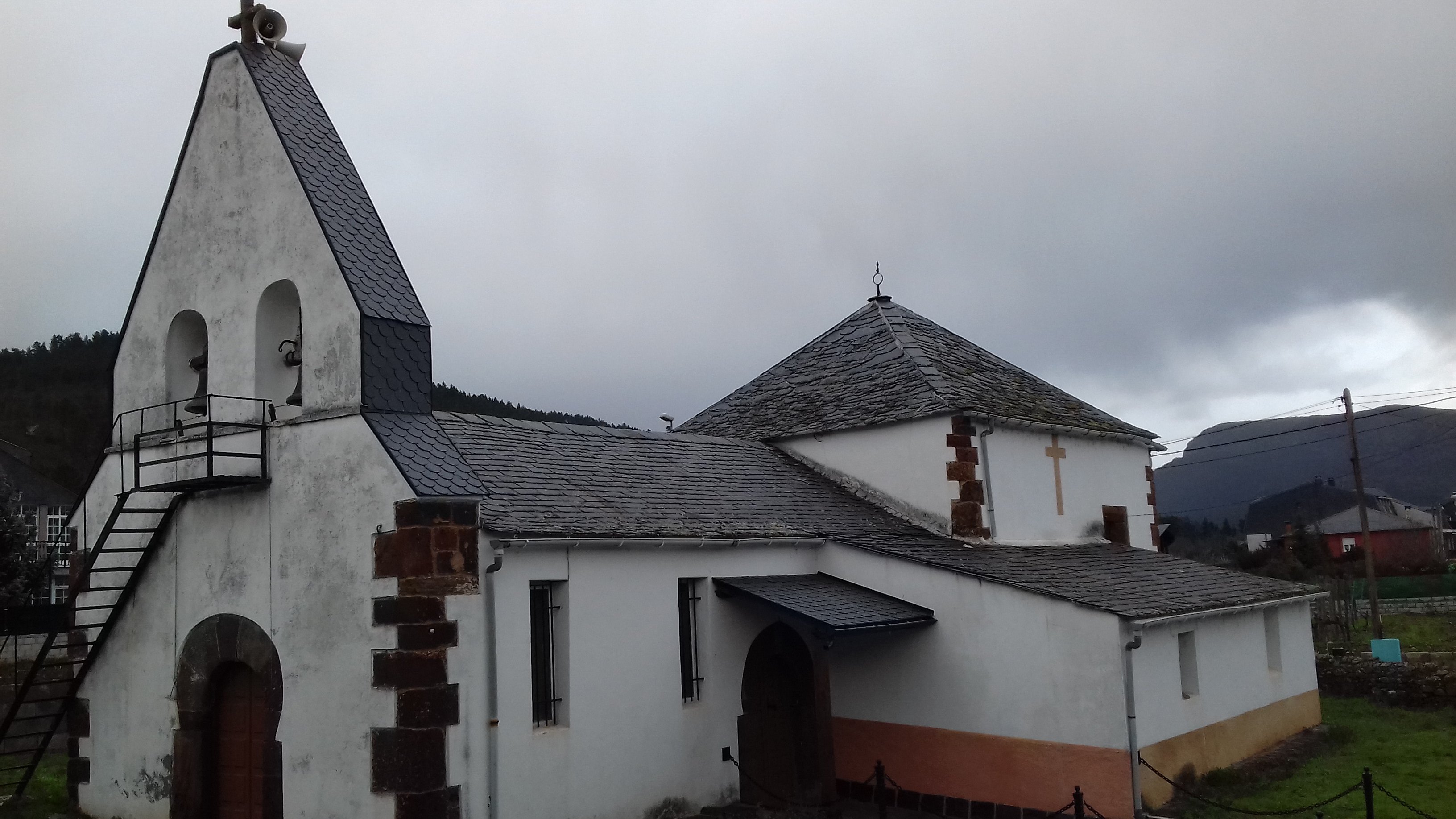
Christopheruskirche (Quereño)
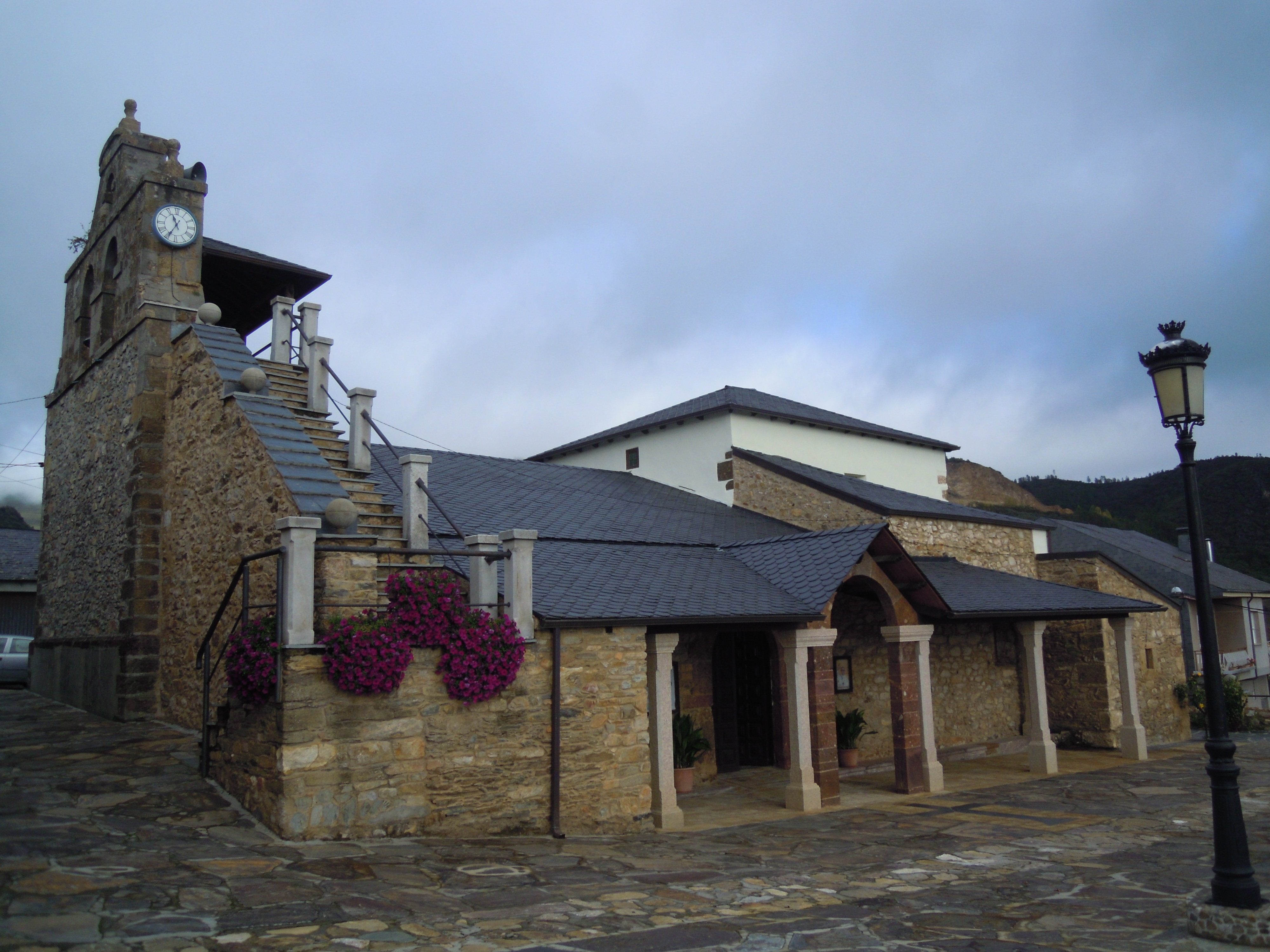
Marinenkirche (Rubiá)
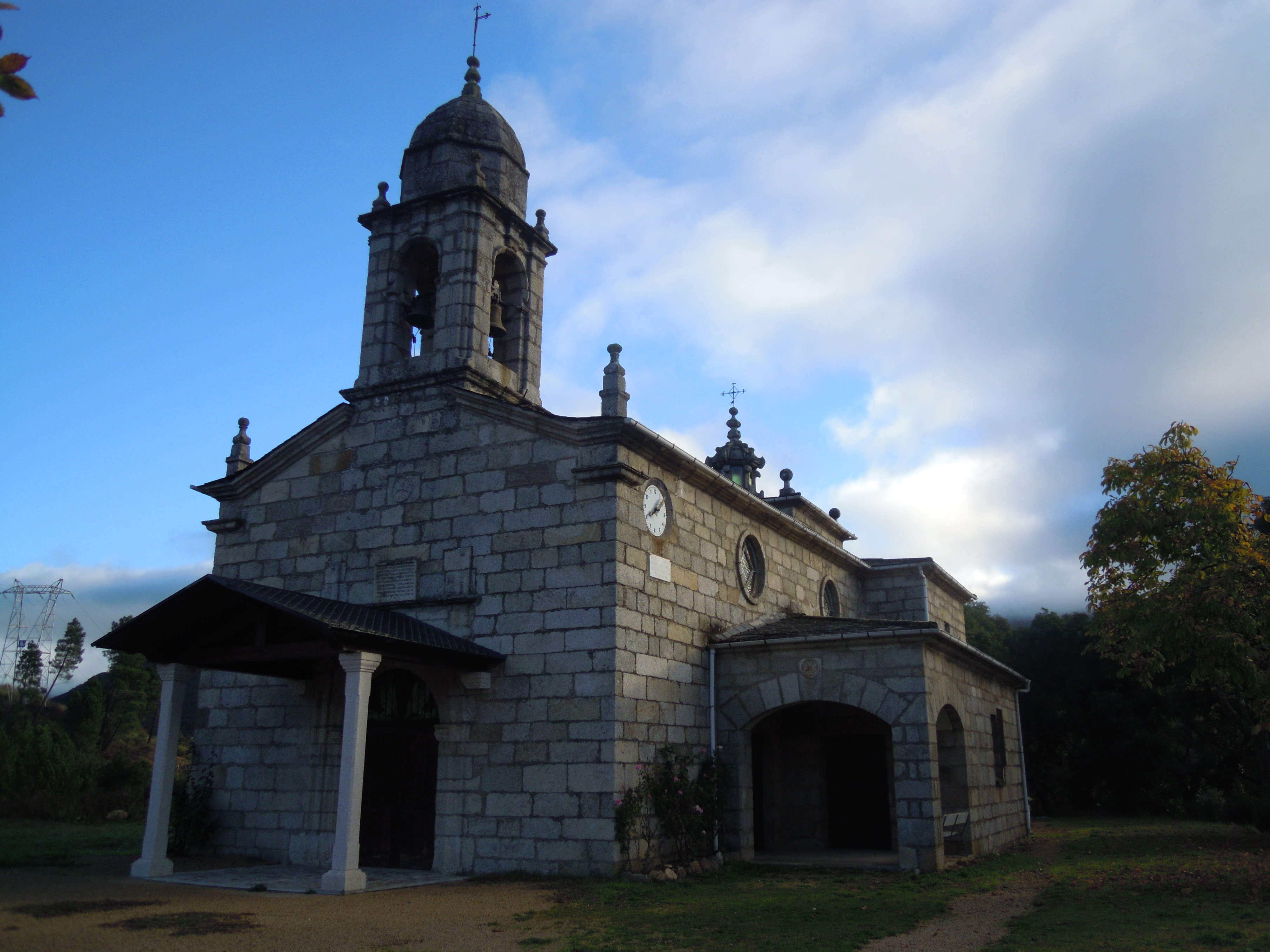
Kreuzkirche (Veiga de Cascallá)
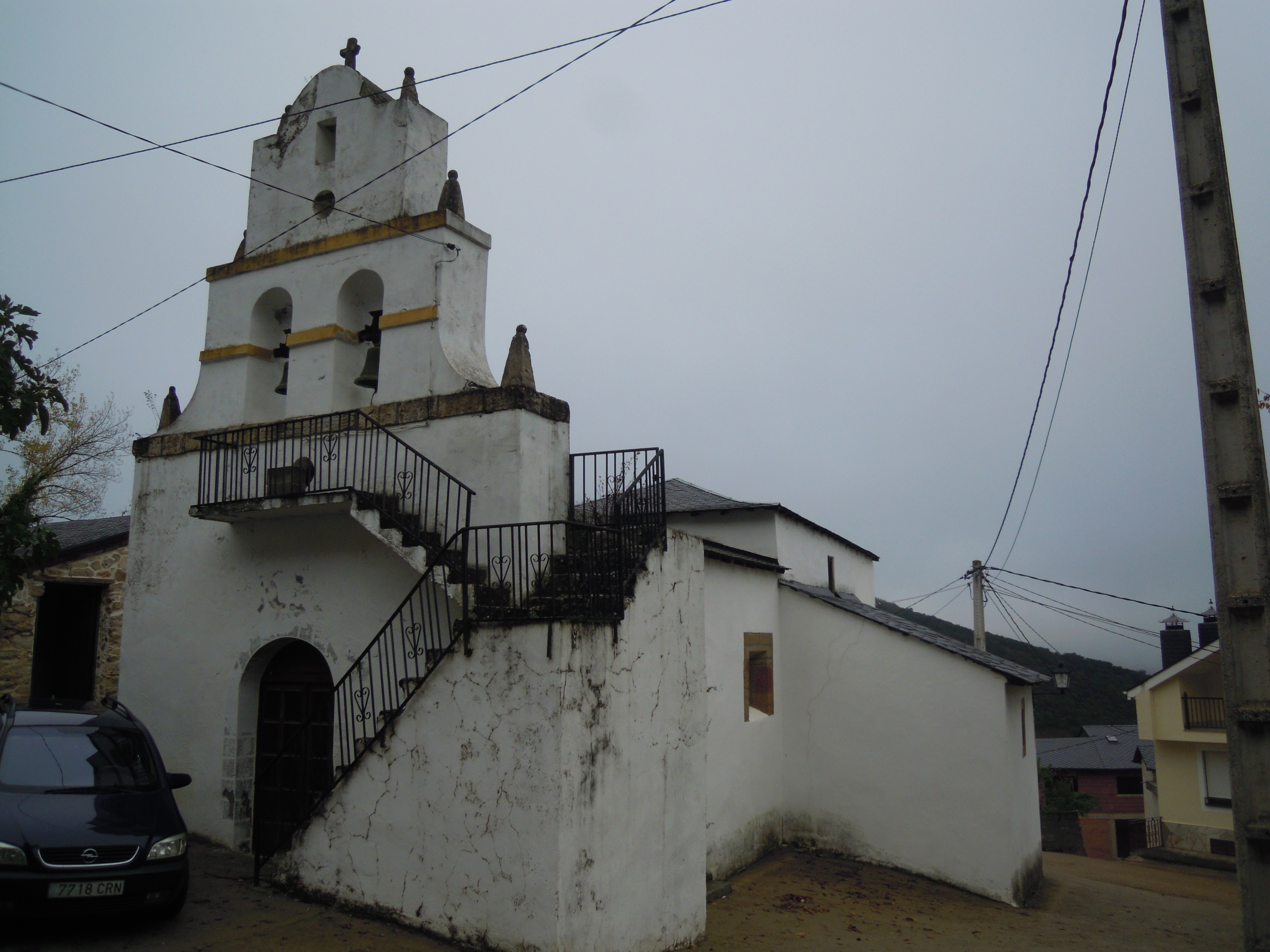
Kirche von Vilardesilva